# Per Bartram
Andreas Per Bartram (ur. 8 stycznia 1944 w Odense, zm. 12 maja 2025) – duński piłkarz występujący na pozycji napastnika.

## Kariera klubowa
Bartram karierę rozpoczynał w sezonie 1963 w drugoligowym zespole Odense BK. Jego barwy reprezentował przez cztery sezony, a w 1966 roku przeszedł do szkockiego Greenock Morton ze Scottish Division Two. W sezonie 1966/1967 awansował z nim do Scottish Division One.
W 1969 roku Bartram odszedł do angielskiego Crystal Palace. W angielskim Division One zadebiutował 20 sierpnia 1969 w zremisowanym 0:0 meczu z Sunderlandem. W Crystal Palace spędził sezon 1969/1970, a potem wrócił do Greenock Morton. Tym razem występował tam przez jeden sezon. W 1971 roku odszedł do Odense BK, nadal grającego w drugiej lidze duńskiej. W sezonie 1975 awansował z nim do pierwszej ligi, a w sezonie 1977 zdobył mistrzostwo Danii. W 1978 roku zakończył karierę jako gracz szkockiego Bonnyrigg Rose Athletic.

## Kariera reprezentacyjna
W reprezentacji Danii Bartram wystąpił jeden raz, 25 września 1975 w zremisowanym 0:0 meczu Mistrzostw Nordyckich ze Szwecją.